# César Collavéri
 (février 2024).
Si vous disposez d'ouvrages ou d'articles de référence ou si vous connaissez des sites web de qualité traitant du thème abordé ici, merci de compléter l'article en donnant les références utiles à sa vérifiabilité et en les liant à la section « Notes et références ».
César, Henri, Collavéri, né le 2 janvier 1901 à Pantin et mort le 19 juillet 1961 à Montfermeil, est un homme politique français.

## Biographie
Il est élu maire de Livry-Gargan en 1947 sur une liste de la  section française de l'Internationale ouvrière, et sans cesse réélu ensuite. Alors qu’il préparait un projet de construction et d’urbanisme, il est assassiné le 19 juillet 1961 par un administré menacé d'expropriation.